# Casa Academica
Casa Academica est un bâtiment situé dans le quartier Etu-Töölö d'Helsinki, en Finlande.

## Architecture
L'édifice, conçu par le cabinet Huhtiniemi–Söderholm pour l'union des étudiants de l'université d'Helsinki, représente le style du rationalisme industriel. 
Il est construit en 1972–1975 face au bâtiment domus Academica.

## Fonction
Casa Academica sert à accueillir les activités des nations étudiantes de l'université d'Helsinki. Depuis 1974 y ont fonctionné : la nation de Finlande-Centrale , la nation de Finlande méridionale et la nation de Hanken.